# Nawwáf al-Ahmad al-Džábir as-Sabáh
Nawwáf al-Ahmad al-Džábir as-Sabáh (25. června 1937 Kuvajt – 16. prosince 2023) byl 16. kuvajtský emír a velitel vojenských sil Kuvajtu od 30. září 2020 do své smrti 16. prosince 2023. Nastoupil na trůn po smrti svého polovičního bratra, Sabah al-Ahmad as-Sabaha († 29. září 2020). 
Nawaf byl zvolen korunním princem v únoru 2006 na základě tradic vládnoucí rodiny Sabahů.

## Mládí a vzdělání
Nawwáf al-Ahmad se narodil 25. června 1937. Byl synem desátého vládce Kuvajtu, Ahmad al-Džábir as-Sabáha. Studoval na několika různých školách v Kuvajtu.

## Kariéra
Šejk Nawaf byl jedním z nejstarších členů rodiny Sabahů a svému národu sloužil více než 58 let v různých funkcích. Ve věku 25 let byl jmenován guvernérem Hawalli (21. února 1962 – 19. března 1978). V roce 1978 se stal ministrem vnitra a ve funkci byl až do ledna roku 1988, kdy převzal post ministra obrany. Poté, co Kuvajt získal nezávislost, zastával funkci ministra práce a sociálních věcí (20. dubna 1991 – 17. října 1992).
Dne 16. října 1994 byl jmenován náměstkem kuvajtské armády a post držel až do roku 2003. Ve stejném roce byl krátce znovu ministrem vnitra a poté byl jmenován premiérem.

## Vláda
Šejk Nawaf hrál klíčovou roli v podpoře programu Rady pro spolupráci arabských států v Zálivu pro soudržnost arabských zemí.

## Kuvajtský emír
Po schválení jeho předchůdce Sabaha al-Ahmada as-Sabaha, byl Nawaf v lednu roku 2006 ustanoven zákonným nástupcem a dne 7. února 2006 byl oficiálně jmenován korunním princem. Sabah zemřel 29. září 2020 a Nawaf se den poté stal novým vládcem Kuvajtu. Oficiálně byl jmenován do funkce během meetingu Národního shromáždění.

## Osobní život
Emír Nawaf se oženil se Šárifou Sulejman Al-Džasem, dcerou Sulejmana Al-Džasem Al-Ghanima. Společně mají čtyři syny a dceru.
Dne 29. listopadu 2023 byl přijat do nemocnice po naléhavém zdravotním problému. Zemřel 16. prosince téhož roku.

## Vyznamenání
- rytíř velkokříž Řádu za občanské zásluhy – Španělsko, 23. května 2008 – udělil král Juan Carlos I.[7]
- rytíř velkokříže Řádu osvoboditele generála San Martína – Argentina, 1. srpna 2011 – udělila prezidentka Cristina Fernández de Kirchner[8]